# Чорноскутова
Чорноску́това (рос. Черноскутова) — присілок у складі Каменського міського округу Свердловської області.
Населення — 429 осіб (2010, 471 у 2002).
Національний склад станом на 2002 рік: росіяни — 92 %.